# Parathemis
Parathemis là một chi bướm đêm thuộc họ Geometridae.